# Monorriel de Seattle
El Monorriel de Seattle o Seattle Center Monorail del Sound Transit es un sistema de Monorriel de la ciudad de Seattle. El Seattle Center Monorail es un monorriel elevado, opera a lo largo de la Quinta Avenida entre Seattle Center en Lower Queen Anne y Westlake Center en el Downtown de Seattle, una longitud de 1,5 kilómetros.

El Seattle Center Monorail opera a velocidades de 45 millas por hora (72,4 km/h). Propiedad de la Ciudad de Seattle, la línea ha sido operada por la contratista privada Seattle Monorail Services desde 1994. El 16 de abril de 2003, se le otorgó el estatus de hito histórico por la Seattle Landmarks Preservation Board.

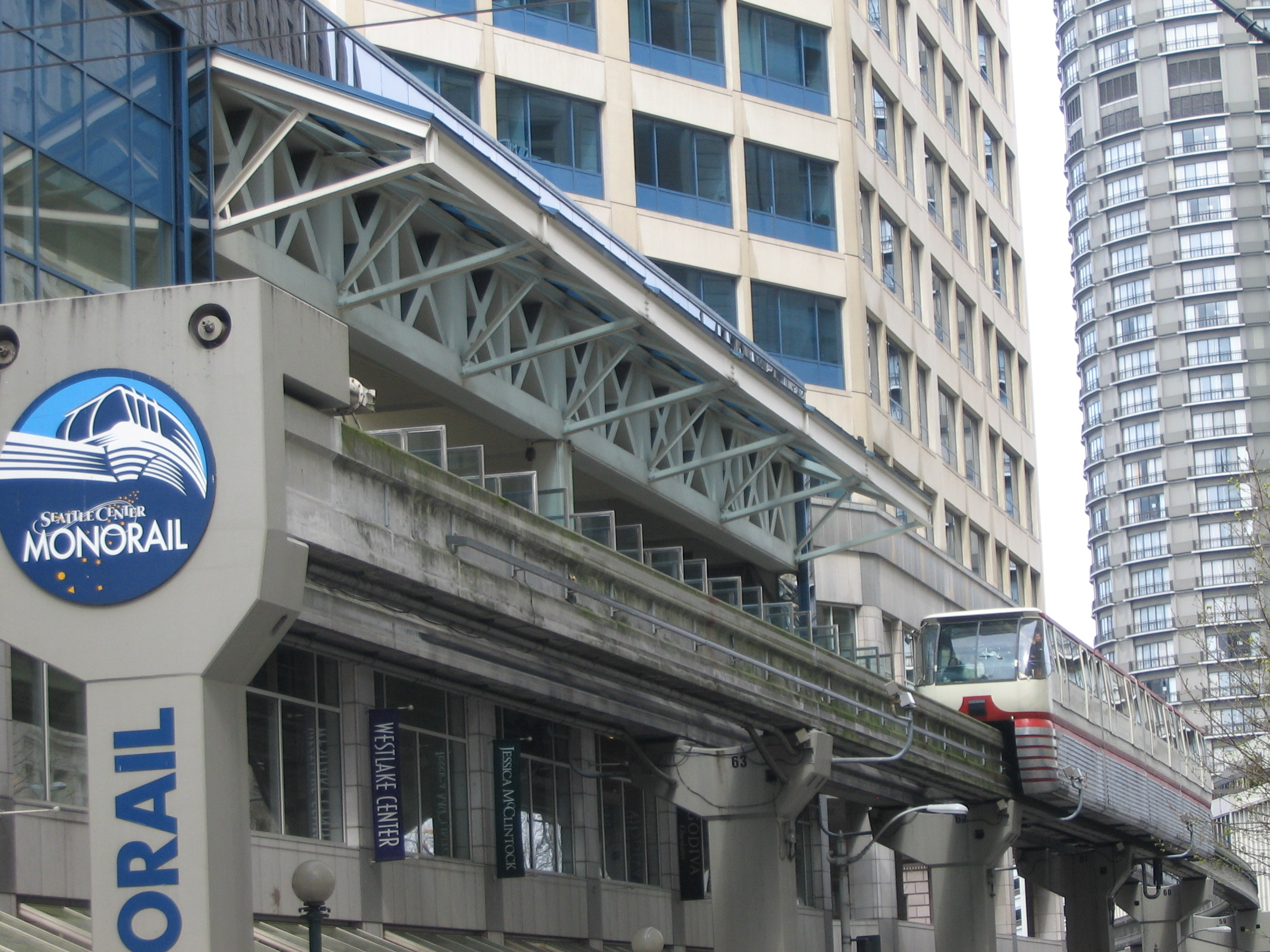
Extremo sur de la línea en Westlake Center

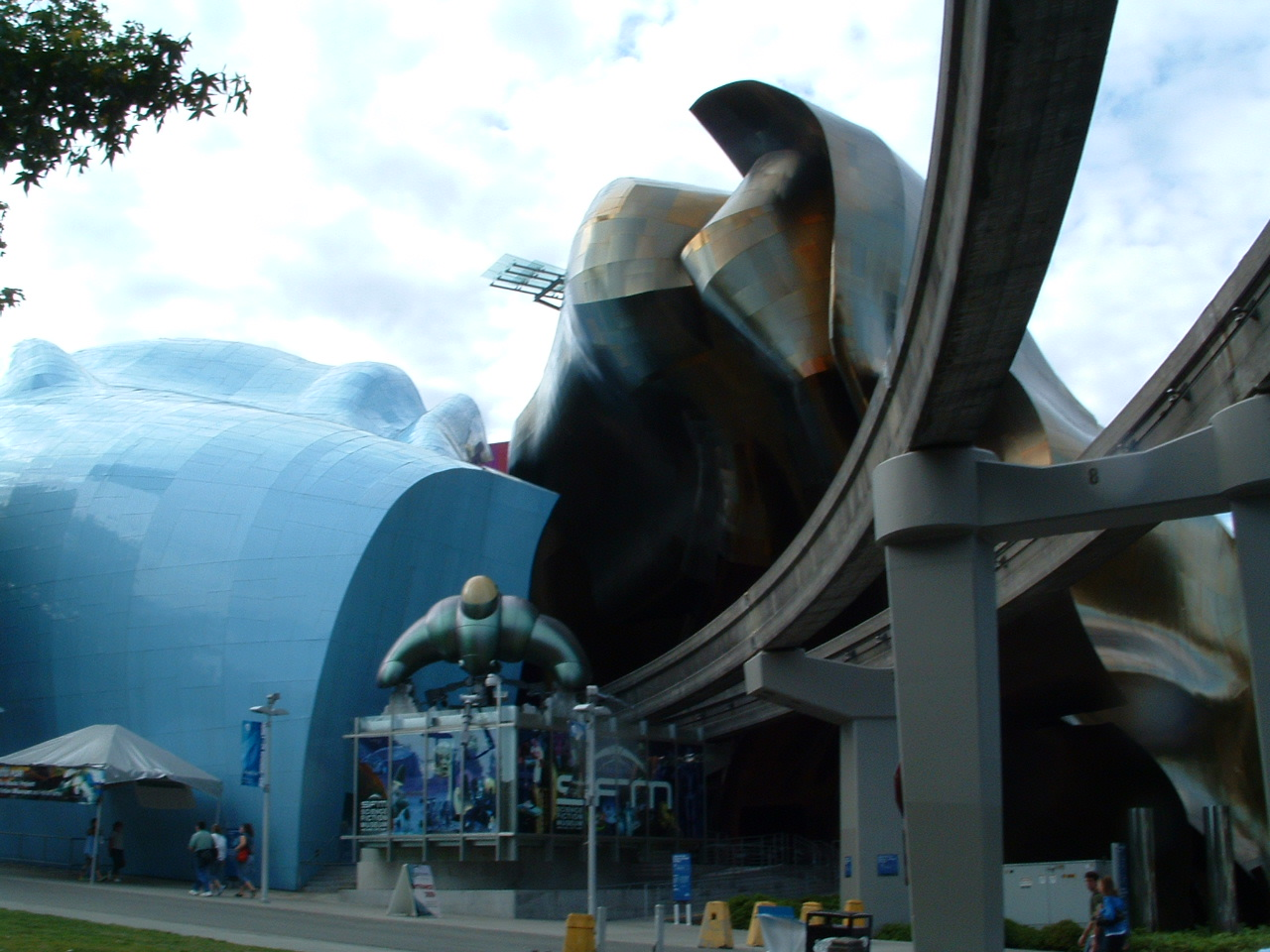
Cerca del Edificio EMP

El horario de funcionamiento es de lunes a viernes de 7:30-21:00, y los sábados y domingos de 8:30-21:00. 